# Coccidencyrtus maritimus
Coccidencyrtus maritimus är en stekelart som beskrevs av Sharkov 1995. Coccidencyrtus maritimus ingår i släktet Coccidencyrtus och familjen sköldlussteklar. Inga underarter finns listade i Catalogue of Life.